# Bea Knecht
Bea Knecht (née en 1967 à Brugg, née comme Beat) est une informaticienne, entrepreneure suisse et créatrice de Zattoo.

## Biographie
Knecht a grandi à Windisch et a étudié l'informatique à l'Université de Californie à Berkeley. Elle a fait un Master en Business Administration à  l'International Institute for Management Development (IMD) à Lausanne. Entre 1996 et 2001, elle a travaillé dans le domaine du conseil et de la gestion, en tant que partenaire associée chez McKinsey. Grâce à son statut de développeuse de logiciels, Knecht a contribué au développement d'UBS OpenLAN, de SAP xRPM et de Levanta.
En 2005, Knecht a cofondé avec Sugih Jamin le service de streaming TV Zattoo à San Francisco, puis en Suisse l'année suivante. En 2012, elle a quitté son poste de PDG. Elle est désormais vice-présidente du conseil d'administration. Knecht est également fondatrice et le présidente du conseil d'administration des start-ups Genistat, une entreprise de science des données, et Levuro, une entreprise de publicité interactive. En tant que développeuse et entrepreneure, elle a reçu plusieurs prix et distinctions.
Knecht est membre de la Commission fédérale des médias (FMEK) depuis 2014.

## Vie privée
En 2012 Knecht a changé de sexe. Depuis sa transition, elle s'est publiquement exprimée sur les questions de genre,.

## Prix et distinctions
- 2014 : Best of Swiss Web, Prix d'honneur[1]
- 2014 : Digital Lifetime Award IAB Switzerland Association[1]
- 2020 : Emmy Award dans le domaine de la technologie et de l'ingénierie[1]